# 蓬戶手卷
《蓬戶手卷》是朱熹傳世書法之一。南宋著名理學家、思想家和教育家朱熹宋的書法自古為世推崇，善行草、尤善大字。傳世作品以行書簡牘為主，大字墨跡很少。《蓬戶手卷》是朱熹大字之代大号字表作。此作与榜书《千字文》是近年来，在中国广为流传的两件朱熹书法作品。有研究者认为，两件作品皆是伪作:222。

## 作品相关
作品为紙本，橫537厘米，縱33.5厘米。內容包括三部份：題耑、朱熹行草手跡和前代名人題跋。朱熹在書法作品中寫出了他閒逸的隱居生活，顯示出「用之則行, 捨之則藏」，隨遇而安的清高品格。題跋中前代名人對朱子書法造詣和品格推崇備至，同時敘述了手卷流落世間的來龍去脈。
題耑是隸書「文公寶墨」四字，字體可喜，但題耑人陳某的名字殘缺不復可認。朱熹享年七十一，死後谥號「文」，故世人尊稱為文公。
朱熹真跡行草共三十五行，一百零二字。 題跋中文天祥以唐顏真卿書法的「忠臣骨」來形容文公用筆的氣派。其落筆圓潤，絕無斧鑿痕跡，然一點一畫都合乎法度，故筆勢活潑而不失厚重，章法俯仰顧盼瀟洒自然，堪稱朱熹書法之代表作。白話翻譯全文如下:
蓬草的門戶關閉著, 井徑也荒蕪了, 地上長滿著青苔, 鞋子的飾帶已斷了, 也再不會思君 。園內種了「邵平瓜」, 門前栽著「先生柳」。清早起來便呼喚書童, 問問山桃是否落下? 辛夷花已開否? 總是依時手拿甕子為花澆水,除去害虫和絲蛛。不帶巾子, 沒穿鞋子, 坐在水窗傍, 享受涼風, 燒好香,煮苦茶。忽然看見奇鳥飛來樹間鳴叫。稍有微微倦意便臥, 康涼地睡去, 一覺安靜無夢, 即或有夢亦不離開竹坪和茶塢的事情。 朱熹。
題跋于此卷者有宋抗元名將文天祥、明大儒方孝孺、才子祝允明、才子唐寅和名臣海瑞等。
作品內鈐印多枚，有朱熹印「晦翁」、文天祥印「宋瑞」、方孝孺印「孝孺」、祝允明印「枝山」和「允明」、海瑞印「剛峰」、唐寅印「唐寅」，尚有明宣德帝御寶、文徵明印、眉公印、八大山人印、商輅印、士俊印、衡王印等，可謂歷代有緣者獲觀朱子寶墨的記錄。

## 作品图片
題耑  : 文公寶墨

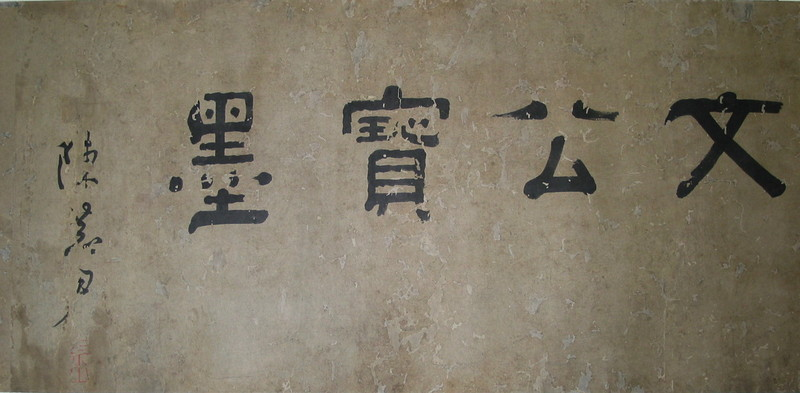
《蓬戶手卷》題耑

朱熹行草手跡  : 蓬戶掩兮井徑荒, 青苔滿兮履綦絕, 園種邵平之瓜, 門栽先生之柳。曉起呼童子, 問山桃落乎, 辛夷開未。手甕灌花, 除虫絲蛛總於時。不巾不履, 坐水窗, 追涼風, 焚好香, 烹苦茗。忽見異鳥來鳴樹間, 小倦即臥, 康涼枕一覺, 美睡蕭然無夢, 即夢亦不離竹坪茶塢間。 朱熹。

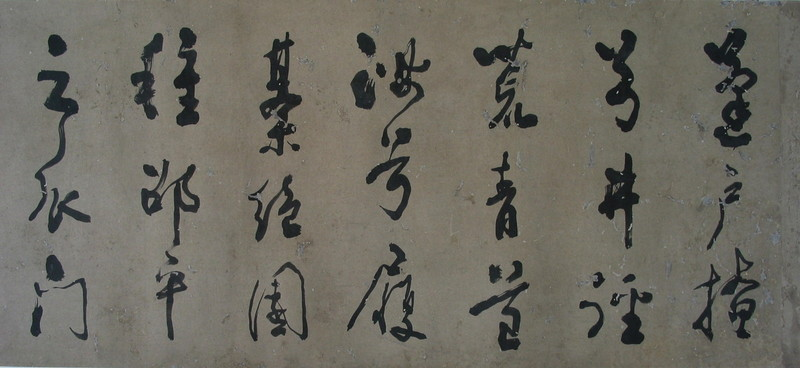
《蓬戶手卷》朱熹行草手跡

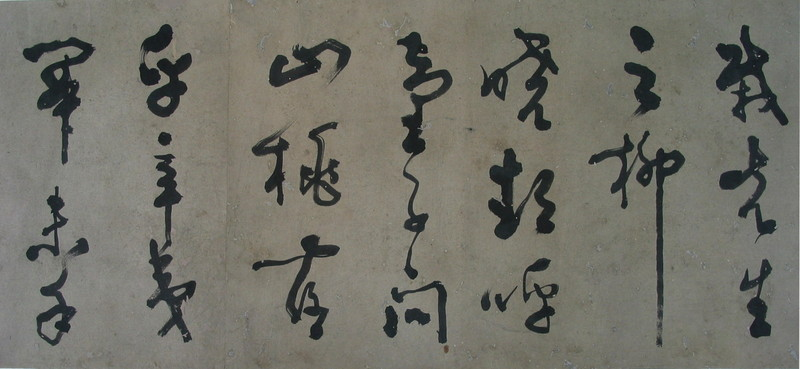
《蓬戶手卷》朱熹行草手跡

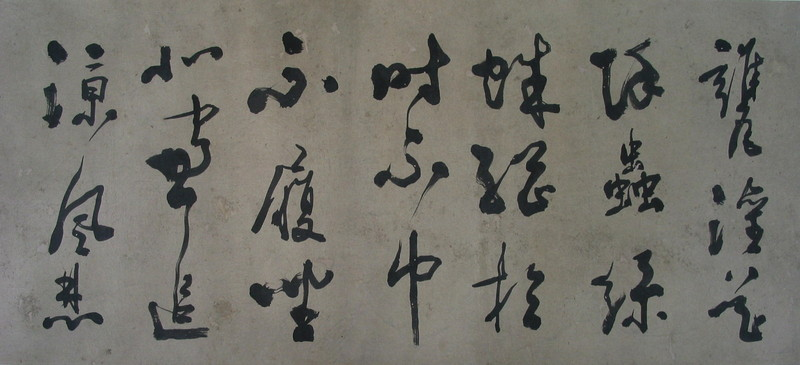
《蓬戶手卷》朱熹行草手跡

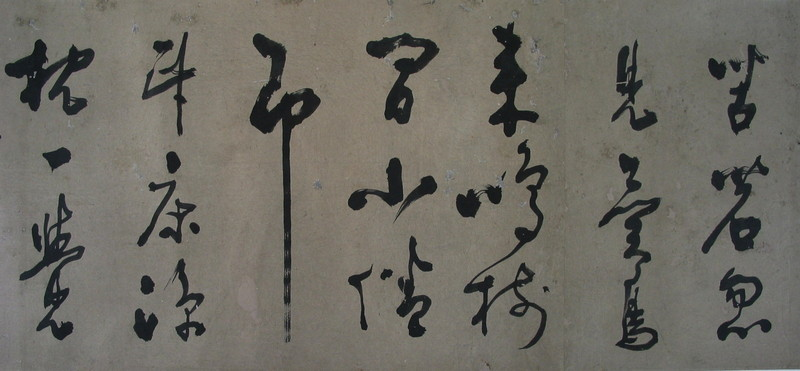
《蓬戶手卷》朱熹行草手跡

文天祥題跋  : 前人論書, 謂真卿書有忠臣骨, 今觀文公之用筆, 斯言為不謬矣。吉水文天祥。

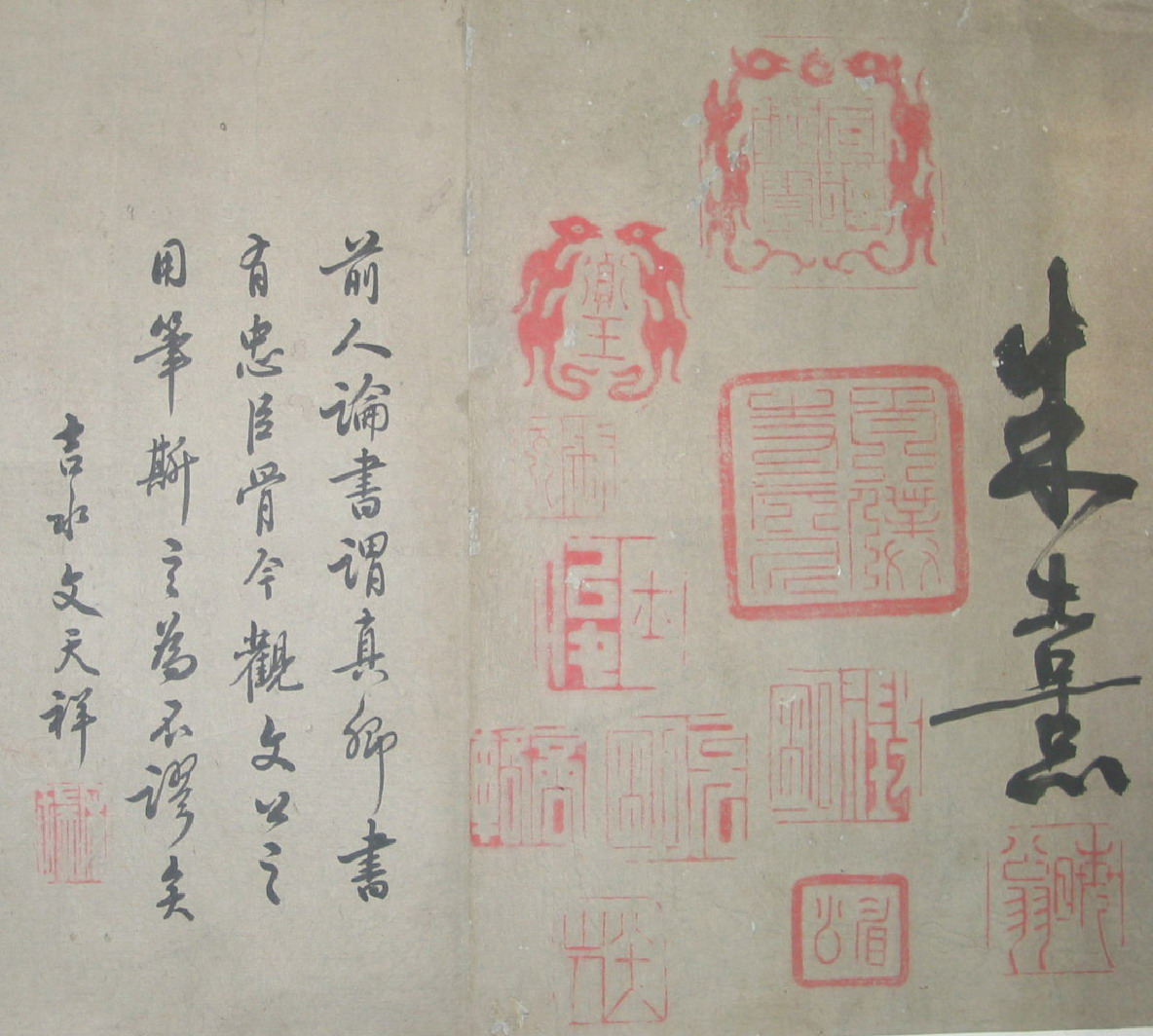
《蓬戶手卷》文天祥題跋

方孝孺題跋  : 壬子夏六月與靈亭黃君共遊於涉趣園, 得見此卷,故爰筆書以誌之。方孝孺。

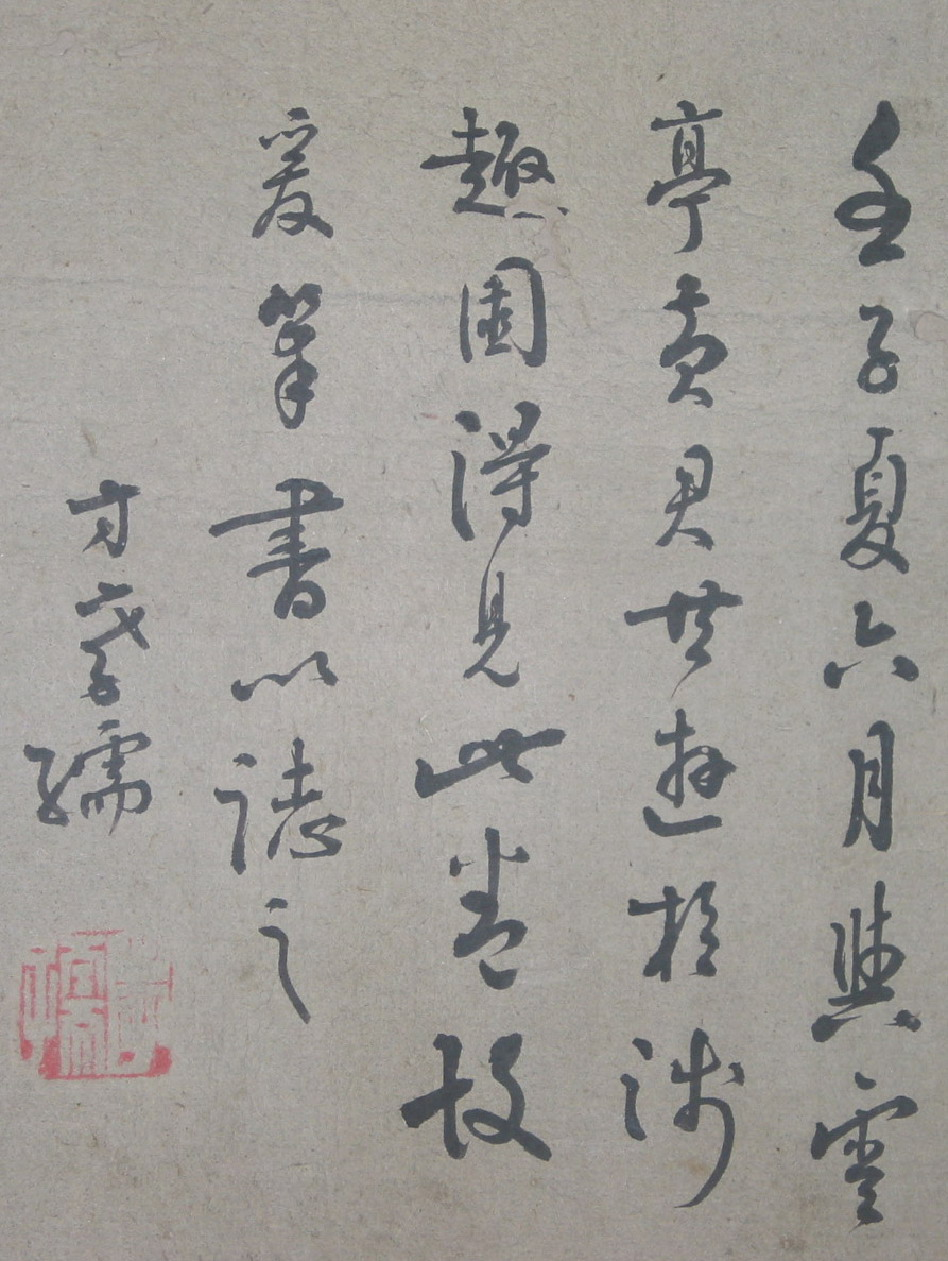
《蓬戶手卷》方孝孺題跋

祝允明題跋  : 晦翁先生, 精忠古節, 博雅明古,為世之賢, 表明千古, 然于書法, 尤為神妙,固平生亦書無幾,故後世見者鮮矣, 此卷為黃士司馬藏之久矣, 後乃流落於世間, 吾昔在教時, 僅得一見, 然未及盡觀以為恨焉, 今幸復見於友人齋中,足以與公之筆墨有緣也, 用是書此以序其本。祝允明。 
海瑞題跋  : 是書風流韻逸, 雅緻超群,實乃天然妙品。海瑞。

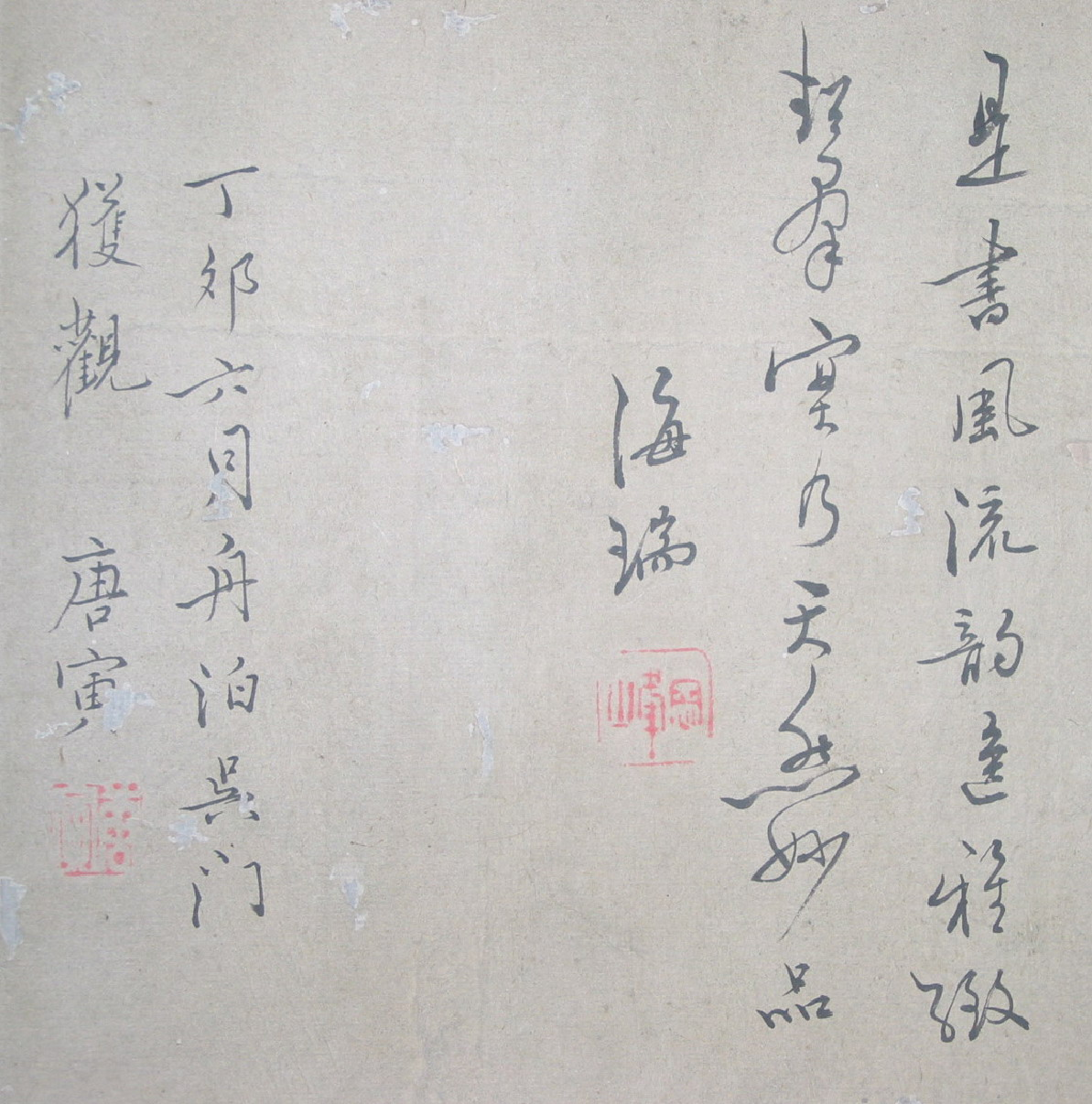
《蓬戶手卷》海瑞、唐寅題跋

唐寅題跋  : 丁卯六月舟泊吳門獲觀。唐寅。